# マイレージサービス

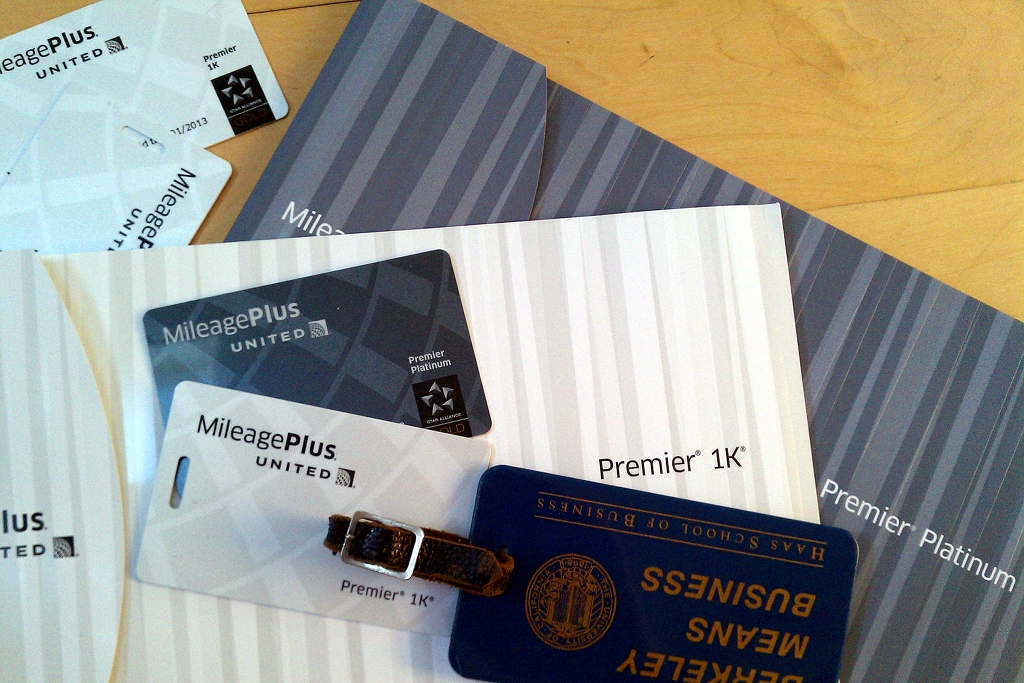
ユナイテッド航空 マイレージ・プラスの会員カードなど

マイレージサービス（またはマイレージプログラム、英: frequent flyer program、FFP）とは、航空会社が行う顧客へのポイントサービスのことである。

## 概要
主なマイレージサービスは、会員旅客に対して搭乗距離に比例したポイントを付加し、そのポイントに応じた無料航空券、割引航空券、座席グレードアップなどのサービス提供である。 ポイントの単位として「マイル」の語を用いる。 また、最近では航空会社と関係なくとも「継続的な顧客への付加サービス」を提供するためのポイント集計システムに対して「マイレージ」という呼称を使用することも増えている。
なお、各国で用いられているサービスの呼称「フリークエントフライヤープログラム」は、日本語としては一般的ではない。
マイレージは国際マイル (=1.609344 km)で測った距離であり、海里（= 1.852 km）による距離ではない。また、国際マイルで計測した運行距離1マイル当たりにつき、ポイント1マイルが貯まるわけではない。搭乗距離だけでは付与ポイントは決まらない。TPM（基本区間マイル）に積算率を掛けたりして決まる。

## 距離と実際のマイレージの例
日本航空（JAL）と全日本空輸（ANA）が定めている『東京』（都市コード:TYO）からのマイレージ数   と都市間距離(km)は次のようになっている。2022年1月現在のものである。
| 都市名             | 都市コード | 距離 （km） | マイル数 (JAL,ANA) | マイル数を kmに換算 | 差の割合（%） |
| ------------------ | ---------- | ----------- | ------------------ | ------------------- | ------------- |
| 『秋田』           | AXT        | 448.7       | 279                | 449                 | +0.0          |
| 『青森』           | AOJ        | 577.3       | 358                | 576                 | −0.2          |
| 『札幌』           | SPK        | 831.0       | 510                | 821                 | −1.3          |
| 『宮崎』           | KMI        | 872.3       | 561                | 903                 | +3.5          |
| 『福岡』           | FUK        | 880.6       | 567                | 912                 | +3.6          |
| 『ソウル』         | SEL        | 1,160       | 758                | 1,220               | +5.1          |
| 『沖縄』           | OKA        | 1,553.6     | 984                | 1,583               | +1.9          |
| 『北京』           | BJS        | 2,104       | 1,313              | 2,113               | +0.4          |
| 『マニラ』         | MNL        | 2,997       | 1,880              | 3,025               | +0.9          |
| 『ハノイ』         | HAN        | 3,675       | 2,294              | 3,691               | +0.4          |
| 『バンコク』       | BKK        | 4,610       | 2,869              | 4,616               | +0.1          |
| 『シンガポール』   | SIN        | 5,317       | 3,312              | 5,329               | +0.2          |
| 『ジャカルタ』     | JKT        | 5,776       | 3,612              | 5,812               | +0.6          |
| 『デリー』         | DEL        | 5,857       | 3,656              | 5,883               | +0.4          |
| 『モスクワ』       | MOW        | 7,502       | 4,664              | 7,504               | +0.0          |
| 『ロンドン』       | LON        | 9,585       | 6,214              | 9,998               | +4.3          |
| 『パリ』           | PAR        | 9,738       | 6,194              | 9,966               | +2.3          |
| 『マドリード』     | MAD        | 10,789      | 6,795              | 10,933              | +1.3          |
| 『ワシントン』     | WAS        | 10,925      | 6,762              | 10,880              | −0.4          |
| 『メキシコシティ』 | MEX        | 11,319      | 7,003              | 11,268              | −0.5          |

（注1）都市間距離(km)は、理科年表2020年、pp.664-665（日本国内の都市）、pp.666-667（日本国外の都市）。
（注2）1マイル=国際マイル 1.609344 km で換算。
（注3）マイル数は、国際航空運送協会(IATA)が定めたTPM(Ticketed Point Mileage、基本区間マイル)をもとに、各航空会社が定めたもの。「東京」（都市コード:TYO）にある空港は羽田空港（空港コード:HND）または成田空港（空港コード:NRT）を指す。情報源については参照。マイル数はJAL、ANAとも同じである。

## 起源
世界で初めて、マイレージサービスを導入したのはアメリカン航空で、1981年5月1日からサービスをはじめた「AAdvantage」（アドバンテージ・プログラム）である。当時のアメリカン航空は、1970年代後半のジミー・カーター大統領による航空自由化政策（ディレギュレーション）により低迷した業績の改善が急務であった。窮余の一策として顧客囲い込みサービスである「アドバンテージ・プログラム」を開始し、1年間で100万人の会員を獲得して成功を収めた。
その後、多くの北米航空会社が競ってマイレージサービスの導入を開始した。1990年代に入ると、競争激化によるコスト削減の一環として欧米、アジア圏の航空会社との航空会社同士の連合（アライアンス）の締結や提携が活発化し、運航機材の共用やコードシェア便の導入などが相次いだ。これにあわせて、マイレージサービスを共通化する動きが見られるようになった。さらにマイレージサービスへの入会時のマイル付与（ウェルカムマイル）や、レンタカー利用、ホテル宿泊、食事、買い物、提携クレジットカードでの支払い使用でもマイルを付与するなど多角的なサービスへと変貌してきた。提携会社間で相互にポイントを交換する仕組みも現れている。

日本におけるマイレージサービスの本格的導入は当時の航空大手3社（日本航空（JAL）・全日本空輸（ANA）・日本エアシステム（JAS））とも1997年（平成9年）である。これに先立ち、古くから国際路線を有していた日本航空は、1983年（昭和58年）に米国で「JALマイレージバンクUSA」を発足させ、1993年から北米地区で「JALスカイプラス」として、さらに1996年（平成8年）10月から、日本地区において国際線へのマイル付与を行ってきた。なお、常顧客組織としては、日本航空がすでに1970年（昭和45年）から、自社クレジットカードへの加入が条件となる「JALグローバルクラブ」を組織し、サービスを提供してきたが、マイレージサービスは加入者の限定を行わない顧客サービスであるため、日本国内でのマイレージサービスは後発と言える。

## 日本での事例
現在、大手航空会社のマイレージサービスとして、
- 日本航空（JAL）のJALマイレージバンク（JMB）
- 全日本空輸（ANA）のANAマイレージクラブ（AMC）
- スターフライヤー（SFJ）のスターリンクメンバーズ
- 天草エアライン（AMX）のみぞかポイント（AMXポイントカードから変更）
- AIRDO（ADO）のMy AIRDO
- ソラシドエア（SNA）のソラシドスマイルクラブ

も、独自のマイレージサービスを導入している（AIRDOとソラシドエアは会員カードを発行せず、スターフライヤーも2018年にカード発行を終了し、ネット上の登録のみの制度となっている）。
かつては、
- 日本エアシステム（JAS）のJASマイレッジサービス（JMS）
- 北海道エアシステム（HAC）のHACフライトポイント
- スカイマーク（SKY）の「スカイマークカード（クレジットカード）」を利用して決済した場合に他社のマイルに相当するポイントが付与

なども提供されていた。

## マーケティング

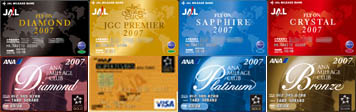
日本の航空会社が発行する上得意客へのFFPカード（日本航空と全日空、2007年撮影）

マイレージサービスは、マーケティングにおいては元々の呼称と同様 FFP（優良搭乗者プログラム）と呼ばれ、顧客関係管理の一手法に分類される。FFPでは、「2割の固定顧客が8割の利益を与える」というパレートの法則を元に、この2割の固定顧客をマイレージサービスにより自社に囲い込もうという戦略である。そのため、マイレージサービスは、航空会社の上得意客へのサービスと密接に関係があることが普通である。

## サービスの概要
マイレージサービスの会員登録（通常、入会は無料）を行うと、会員番号を割り振られたカードが発行される。会員カードを作成しておけば、航空券購入・搭乗手続きの都度、住所・氏名等、個人情報を一々登録する手間が省けるので、マイル（ポイント）を貯めるつもりがなくても、入会しておけば便利である。クレジット機能付カードを作る場合、会費は有料となる。
一般的なポイントサービスの場合と同様、マイレージサービスにおいてもポイントが累積されるが、通常そのポイントのことをマイレージサービス (FFP)では「マイル」と呼ぶ。従って、ポイント加算のことを「マイルを貯める」、ポイント使用のことを「マイルを使う」と言い、航空会社等でも、この言い方は共通である。

### マイルを貯める（ポイント加算）
搭乗手続きの際にカード提示を行うか、予約時に顧客番号を伝えることにより、顧客の搭乗を確認する。また、搭乗時にカードを提示しなかった場合でも、搭乗確認できる書類（ほとんどは搭乗券の半券の原本と航空券番号の写し）をマイレージサービス提供元に送付することで事後登録ができる。
実際の搭乗が確認できると、その空路の飛行距離に応じたマイルを付与するのが基本。発券時の座席クラスや適用運賃に応じてさらに増減がある。航空会社によってルールは異なるが、エコノミークラス普通運賃を基準とすると、ビジネスクラスやファーストクラスには25 - 200%のマイル数が追加加算される。逆に団体や格安航空券による搭乗に関しては標準より少ないマイル数（例: 70%など）になったり、そもそもマイルがつかないこともある。閑散期や同路線への他社参入時に期間限定でマイルが追加されるキャンペーンも行われる。
米系の大手航空会社（アメリカン航空・デルタ航空・ユナイテッド航空）では近年、自社便利用についてはマイレージの加算を飛行距離ではなく航空券の支払い金額に応じてマイルを加算する方式に変化している。なお、提携航空会社でマイルを貯める場合（例: 日本航空を利用する際に、アメリカン航空のマイルを貯める場合）と、提携航空会社のマイルを貯める場合（例: デルタ航空を利用する際に大韓航空のマイルを貯める場合）、ツアーなど非公示運賃の場合は従来通り飛行距離に応じてマイルを付与できる。
バニラエアのように一部の格安航空会社でも支払金額に応じたポイントサービスを実施している会社も存在する。同社については、あくまでも航空券の支払いにのみ利用できるポイントであり、家電量販店やスーパー、コンビニエンスストアで導入されているポイントサービスと性質的には同一である。
さらに、航空会社の責任により、搭乗予定の航空機のシート配置の変更や装備故障などにより、本来得られるサービスが得られなくなった場合（例えばダウングレードや代替機への変更、座席オーディオシステムの故障など）や、オーバーブッキングにより本来搭乗する予定の便に搭乗できなかった場合（オーバーブッキング発生に伴い、自主的に航空会社へ申告し他の便へ変更した場合も含む）も、現金・クーポンによる払い戻しでなくマイルの加算による補償が行われることもある。
また一暦年に搭乗距離や回数が多かった顧客に対しては、翌年度にかけて｢上級会員｣として様々な優遇が行われる。（例：ボーナスマイルの追加加算、空席待ち/チェックイン/保安検査場/搭乗/手荷物引渡の優先扱い、手荷物重量の優遇、席のアップグレード、空港ラウンジの利用など）
なお、搭乗した航空会社と異なる航空会社へのマイル加算（A社の便に搭乗し、そのマイルをB社のマイルへ加算すること）が可能なこともある。可否やマイル換算率は航空会社・搭乗クラス・区間・正規運賃かどうかなどによって異なり、事前に航空会社に問い合わせるのが確実である。手続きはチェックイン時に申し出る（B社のカードを提示するなど）程度であるが、加算には通常数ヶ月かかる。

### マイルを使う（ポイント使用）
マイルを使用する手段は、主に「無料航空券との引き換え」か「座席クラスの1クラスアップグレード」である。航空券取得のための基準マイルは、地域間に決まっている。地域は、日本国内、東アジアと北アメリカ間、北アメリカ内など大まかな区分になっている場合が多い。
通常、マイル引き換えによる航空券予約には座席数制限がある。そのためマイルとの引き換えは通常の有償予約より割り当てられる座席数の優先順位が低いため、特に混雑時期・路線では予約が入れにくい。そこで通常よりマイルを追加することで、有償予約と同等に比較的座席数制限をうけにくい、優先順位が高い予約を可能とするシステムを実施している航空会社もある。また、購入したエコノミークラスをビジネスクラス、または購入したビジネスクラスをファーストクラスへと座席クラスのアップグレードのみするマイル使用もある。
購入したエコノミークラスからファーストクラスへのアップグレードは出来ない。なお、無料航空券の発券に際して、発券手数料や諸税（空港利用料など）や燃油サーチャージを支払うことが必要な場合もあり、無料航空券の場合でも何らかの支払いを伴う場合がある（特に国際線）。
航空券との交換に至らないまでも、低額の商品やサービスチケットとマイルとの交換を選択できるケースも増えている。

### マイルの交換（ポイント交換）
クレジットカードとのマイル交換は古くからあり、小売店やホテル、レンタカー、タクシー等の航空運輸と関係の深い業種とのポイント交換サービスが多い。さらには銀行や証券会社などの金融、携帯電話やインターネットサービスプロバイダなどの通信などとも交換サービスを行うものが増えた。特に近年はインターネットの普及により手軽にポイント交換できる仕組みが広まった。
クレジットカードなどのポイント交換先において航空会社のマイレージは最も人気があるものの一つである。そのため、航空会社各社はクレジットカード会社などのポイントサービスを取り扱う会社にマイレージを販売している。マイレージは航空券に交換されるケースが多いため、空席を特典航空券として提供している航空会社にとって、負担の増加につながりにくいために非常に都合が良い面がある。一部の北米・欧州系航空会社では、端数調整という顧客サービス目的で一般顧客にも販売している。
交換レートはポイントサービス提供会社との力関係や双方の思惑で決まるが、大体1マイル当たり2円から5円と言われている。この販売レートは、航空会社での社内におけるマイレージ判断価格よりも割高であるため、マイレージ販売事業は非常に収益性が高い事業とも言える。一部の北米系航空会社などでは会社の収益がほとんどマイレージの他社への販売から出ているとビジネス雑誌などで指摘されている。マイレージで提供する席は、閑散期に席の割り当てを増やせば収益に向上するが、繁忙期との格差によって席が取れないと悪評が立ち顧客流出に繋がる。またマイルを蓄積するとビジネスクラスやファーストクラス等のより高価な席や、長距離路線の特典航空券への交換が可能になり、後々の経営への重石になる。
一方、パンアメリカン航空はマイレージ用席の割り当てを増やしすぎて提携会社のアメリカン航空からの大量のマイレージ特典席取得者の流入を招き、その結果、有料客の減少を招いて会社の経営にとどめをさす一因となったケースもあり、マイレージで交換できる席の数の設定は非常に注意を要する事項となっている。
米系航空会社では、マイレージの利用料を2倍にすることで、繁忙期でもほぼ確実に席の手配が可能になるサービスを実施している。日本航空においてもJMBダイヤモンド会員については、国内線のみ同種のサービスを実施している。

### その他のサービス
そもそも航空業は、顧客の利用実績や座席グレード（＝支払い料金）などによって、サービスに露骨な格差を示す業界であり、マイレージ会員の取得マイル数は、会員の「忠誠度」あるいは「上客かどうか」を判断するための的確な指標になる。ほとんどのマイレージプログラムは、会員のグレードを前年度の搭乗実績や生涯の搭乗マイル数などで、「一般」「プレミア」「1K」などに区別しており、上級グレードの会員ほど、より価値のある有形無形の無償サービスを受けられる。
下記はこのようなサービスの例である。
- 上級会員専用の搭乗手続きチェックインカウンター（上級会員になると普通席利用でもファーストクラス・ビジネスクラスチェックインカウンターが利用できる）。
- 一般搭乗客は無料預かり荷物は、1点50ポンド (22.7 kg)までだが、最上級会員は3点各70ポンド (31.8 kg)まで無料。
- 上級会員専用の保安検査場（混雑時でも列が短く待ちが少ない。但し、保安検査を受ける内容は一般乗客と同じだが、全体的に丁寧な検査になる。主要空港など、一部の空港のみ設置）。
- 搭乗口での優先搭乗（クラスシートに関わらず、すなわちエコノミー利用であっても、非上級会員より先に搭乗案内される）。
- 上級会員専用の空港ラウンジ。但し、非上級会員でも、ビジネスクラス・ファーストクラスの旅客はラウンジ利用が可能。
- ボーナスマイル（マイル積算可能運賃で非上級会員がもらえるマイルの概ね30%から130%がボーナスとしてもらえる。上級座席（ファースト・ビジネス）の場合はさらにボーナスされる）。
- 上位グレード座席への優先アップグレード（上級会員ほどアップグレードが優先的に行われる）。
- 優先空席待ち（空席が出た場合はたとえ非上級会員が先に予約をしていても後から来た上級会員が最優先で空席へ案内できる）。
- 同日の別便への変更が無料あるいは割引。
- 電話予約による手数料（通常は有料）の無料化。
- 最上級会員専用の予約用電話番号（最上級会員以外には非開示）。

### 有効期限
マイレージサービスは常顧客の確保と利用促進を目的としているサービスであることから、一定の有効期限を設定していることが一般的である。現在日本の航空会社では加算から3年後の月末まで（以前は加算された年の翌々年末まで）有効で、それ以降は失効になる。また、3年間積算実績がないと、会員資格そのものが失効になる。このようなことから、頻繁に利用しないと無料航空券交換マイルに到達するのが難しい。
なお、ユナイテッド航空のマイレージ・プラスように18ヶ月間に一度でも搭乗や提携ホテルの宿泊で新規マイルを獲得したり、あるいはマイルを使用・寄付・購入などの行為でとにかく口座に何らかの動きがありさえすればそれまでの全ポイントが保全され持ち越されるシステム(休眠口座扱いになって失効しても手数料を払うと復活可能)や、デルタ航空のスカイマイルのように貯めたマイルは無期限有効という航空会社もある。国内の航空会社でも上位の常顧客に対してはマイルの有効期限を無期限としている場合がある（JALマイレージバンク・ダイヤモンド、JALグローバルクラブ・プレミア、ANAダイヤモンドサービス等）。

## 運用における課題

### サービスの取得の是非と課税
マイレージサービスにおいては、マイルを得た時点でサービスを得るのではなく、マイルを使用する時点で相応の利益（サービス）を得ることになる。従って、一般的な値引きサービスとは異なる。これはマイレージサービスだけの問題ではなく、小売業が発行するポイントカードでも同じ現象が発生する（例えば、業務による出張時の経費を個人のクレジットカードで立替払いし、ポイントサービスを得た場合等）。
日本の場合、2001年7月3日発行の納税通信によれば、納税主務官庁である国税庁が「マイルは小市民的な喜びや景品の一種と考えるのが適当。お金の出所が会社ということからもマイルは課税対象にならない」という見解を示していたが、2003年の所得税関係質疑応答事例集によれば、「業務による出張で発生したポイントを利用者である従業員の名義で獲得した場合、それは実質的に出張を命じた企業から従業員への贈与による一時所得になる」という見解に変わった（但し、所得税の一時所得には50万円の特別控除があるため、他の一時所得も加算して特別控除額を超える場合に所得税が課税されることになる）。
このように出張を命じる会社には明示的に負担をかけないかたちで利用者個人に利便を与えることで、囲い込み効果を狙ったのがマイレージサービスであるが、海外においても対応は異なっており、カナダでは課税対象としているが、米国では、多数にわたる業務出張に対する個人への補償と捉えている企業が多いと言われている。
ただし、業務倫理が問われることの多い公務員が属する政府機関・官公庁においては、英国などマイルの取り扱いにおける倫理規程を定めているケースがある。日本でも、会計検査院と法務省は個人名義でのマイル取得を禁じている。このような倫理的観点からマイルの「私用」を禁じている企業も一部には存在している。
出張者の多い大手企業の中には、航空会社と直接契約して、自社の出張にかかるフライトについてはマイレージサービスの提供を不要とする代わりに明示的なディスカウントを求める例があるとの報道もある。
一方、航空各社は法人対応のマイレージサービスを行っている。このような場合は蓄積されたマイルは法人の所有となり、個人に対する利益供与にはならない。ただし、航空会社からの利益還元という一面もあり、その利益については税法上の一時所得になるとされている。ただし、実際にこの運用を行っているかについては、不明な点が多いとされる。

### 運営航空会社の経営破綻に対するリスク
マイレージサービスのマイレージは、航空会社が顧客に対して未来における値引きや、金券、品物、サービス等との交換を約束したものである。従って航空会社経営からみると債務となり、その運営航空会社が破産した場合は保護されない。実際、アンセット・オーストラリア航空が2001年に経営破綻した際や、エア・ベルリンが2017年に経営破綻した際、両社が運営していたマイレージサービスで取得していたマイルは全て失効になり、何らの救済措置もなかった。
なお、経営破綻し運航停止となった航空会社の搭乗分を提携先の航空会社に対しマイレージを加算する場合については、提携先が指定する日までマイルを加算できる事例がある。。なお、提携先にマイレージを加算した場合、経営破綻し運航停止になった航空会社の搭乗分であっても、提携先の航空会社の規約に基づいて通常通り利用可能である。
経営破綻した場合、アンセット航空やエア・ベルリンの様に最悪の場合マイルが失効してしまうため、顧客の側はマイレージを不必要に貯め込まず、極力こまめに使用するなどの防衛手段を取る以外ない。
イギリスの新聞『エコノミスト』によると、2005年に全世界で未使用マイレージは約14兆マイルであり、平均交換レートが1マイル＝約5セントと計算できるため、その総額は約7,000億米ドルと試算できるとしている。
一方、航空会社側からマイルを電子マネーや金券と交換可能なサービスも存在することから、少なくともマイルの提供元である航空会社にとって、マイレージサービスにかかる未履行債務をどのように評価し、財務諸表に計上するかは、財務上の課題となる。通常、会計上は負債に計上され、もし未使用のまま期限切れになり失効した場合は利益になる。
2001年9月11日に発生したアメリカ同時多発テロ以降、アメリカ大手のユナイテッド航空・ノースウェスト航空（現: デルタ航空）など、多くの航空会社が連邦倒産法第11章を受け入れ、倒産（日本の法律では民事再生法の適用にあたる）。2010年1月には日本航空が民事再生法を申請し、経営破綻した。これらの航空会社では企業再生を行っているが、マイレージサービスについては全面的に保護された。
そもそも高頻度の顧客をつなぎとめるための制度としてマイレージサービスが成立している以上、この債務の解消は、そのまま高頻度顧客の流出に直結しかねないために、経営危機に陥っても簡単には取り消せないという経営上のリスクも存在する。
一方で、マイレージの蓄積を解消するために閑散期にはマイレージの変換レートを引き下げたり、少額からの交換特典を用意し、マイレージの蓄積を減少させる試みを行っている航空会社がある。近年は全日本空輸のように1マイルから利用できる特典を用意したり、日本航空のように自社のマイレージだけではなく、外部企業のポイントサービスへ加算することを選択可能とすることで、早期にマイレージサービスにかかる未履行債務を解消する試みを行っている航空会社も存在する。
日本では、全日本空輸が1ポイント=1円から自社の航空券の購入などに使用できる「ANA SKYコイン」か「ANAショッピング A-style」で利用できる「ANAショッピングポイント」への交換が1マイルから可能な特典を用意したりするなど、少額からマイレージの交換ができる。日本航空ではマイレージのかわりにPonta (ポンタ)を貯めることが選択できるサービスもある。

### 運営航空会社の経営統合や企業買収があった場合の扱い
日本航空(JAL)と日本エアシステム(JAS)とが経営統合した際にそれぞれが行っていたマイレージサービスについては、それまでのマイル加算基準および特典交換基準の相違にかかわらず、JASマイレッジサービスは、JALマイレージバンクに移行(会員番号は、JALの桁数にあわせて、これまでの番号の頭に2桁ないし1桁の数字を追加して、揃える措置をとった)し、マイルは等価交換された (JMB会員にもなっていた場合は、元からのJMB会員番号側に統合する措置を取った)。
日本航空は2010年の経営破たんに伴い、同社の子会社である北海道エアシステム (HAC)を2011年3月から保有する株式を北海道や道内財界各企業に売却して連結対象から外した。連結対象から外した後も2013年6月まではJALマイレージバンクのマイル積算対象となっていた。2013年7月からは日本航空とコードシェアを実施することとなったため、同社便名での搭乗に限り同社のマイル積算の対象となり、HAC便名での搭乗については「HACフライトポイント」という独自サービスとなった。HACフライトポイントは一般的なマイレージサービスと特典交換の仕組みが大きく異なり、搭乗回数で特典航空券や商品に交換できる特典が受けられる形態である。その後日本航空の業績が回復したことにより、2014年10月に北海道や道内財界各企業に売却していたHAC株式を買い戻し再度子会社化した。マイレージサービスの取り扱いは再子会社化後も暫く変化がなかったが、2016年10月からはHAC運航便がJAL便名での運航に一本化されることとなり、HACフライトポイントは廃止されることになった。廃止までの経過措置としてHACフライトポイントからJALマイレージバンクへ移行できる特典が用意されるが、それまでのマイル (JAL)・ポイント (HAC)の加算基準および特典交換基準の相違にかかわらず、12ポイント（12回搭乗）が2000マイル、24ポイント（24回搭乗）が4000マイル、40ポイント（40回搭乗）が8000マイルとなっていた。

### システムの複雑化
マイルの加算や利用における多数の各種サービスの提携化・マイル交換により、システムが複雑化してしまい、ルールの抜け道や盲点をついたマイル獲得方法や航空関連会社が想定していないマイル獲得方法などが存在してしまうことがある。
航空機利用においてのマイル獲得のため、少ない費用で多くのマイルが獲得できる路線を乗り継ぐ航空券を利用する利用者がいる。
ポイント交換の例において、A社のポイントは航空会社C社のマイルに直接交換することは提携していないため不可であるが、B社はA社とC社とポイント・マイル交換で提携しており、A社のポイントをB社のポイントへ交換し、更にB社のポイントをC社のマイルに交換できるような事例もある。同様に、航空会社D社と競合する航空会社E社のマイルは交換することはできないが、D社とポイント交換で提携しているF社およびE社とポイント交換で提携しているG社が相互にポイント交換で提携しており、D社→F社→G社→E社の順にポイント交換をすることで異なる航空会社のマイレージへ最終的に移行できるようなケースも存在する。
このようなポイント加算は様々知られており、約款で禁じられていない限り不正ではない。航空関連会社やポイントサービスを運営している事業者がこのような行為を問題と判断した場合、その都度システムの改修やルールの変更がなされるが、改修やルールの変更されるまではしばらく期間がかかるため、抜け穴をついて利用されてしまうこともある。
三越伊勢丹グループのカードである「エムアイカード」や東急グループのカードであるTOKYU CARD、JR九州のJQ CARDように、JAL・ANAの航空会社両社共にポイント交換で提携している場合は、ポイント交換を繰り返すことや同一名義で複数枚のカードを保有することにより、間接的にJALからANA（逆も含む）へのマイル交換するのを防止するため、ポイントおよびマイルの交換に制限を設けている事例も存在する。エムアイカードの場合は一度マイルからポイントへ交換した時点、TOKYU CARDとJQ CARD場合はJAL・ANA提携のカードを保有した場合にポイントからのマイルへの交換に制限が付く。エムアイカードの場合はJAL・ANA両社のマイルをポイントへ交換した場合、TOKYU CARDの場合はJAL・ANA提携のカードを同一名義で両方保有するとマイルへの交換が今後一切できなくなる。JQ CARDの場合はJAL提携（イオンクレジットサービス発行）・ANA提携（JCB発行）のカードを同一名義で両方保有した場合、JQ CARDのポイントをまとめることは可能であるが、他方のカードで取得したポイントからのマイルへの交換に制限が付く（例…JAL提携のカードで取得したポイントの分は、JALへは移行できるがANAへは移行できない）。
また、システム改修やルールの変更にかかる費用が高額となり、放置したままの方が結果的に低コストの場合は改修せず放置と割り切ることもある。その場合、次回の運賃改定などのシステム改修のついでに改修することが多い。また、チケット利用においてこのような行為が発覚した時、航空会社から搭乗やマイル加算を拒否される場合がある。

### マイル返還問題
マイルを使用して旅行などの申し込みをした場合、仮に何らかの事情で申し込みをキャンセルした場合でも、使用したマイルが返却されないことがほとんどである。これについて、兵庫県のNPO・『ひょうご消費者ネット』が、日本航空の子会社・ジャルツアーズに対し、キャンセルした旅行で使用したマイルを返還しないのは消費者契約法に違反するなどとして、2009年3月18日に、同社に対し消費者団体訴訟を神戸地裁に起こしたが、1審、2審とも棄却された。

## マイラー
マイルを積極的に加算している人は、「マイラー」と呼ばれている。この呼び方は、JALやANAなどの航空会社のホームページ、書籍タイトルなどでも使われ、インターネット上でも普及している表現である。

### 陸マイラー
航空会社がクレジットカード、ホテル、レンタカー、通信販売など他業種と提携し、提携している店舗等を利用するとマイルが加算されるサービスをしている。これらのサービスを利用し、飛行機には搭乗せずにマイルを貯める人たちは、陸マイラー（りくマイラー、もしくは、おかマイラー）と呼ばれている。
Edyに提携クレジットカードでチャージし、その請求額をEdyで支払うという自転車操業的な行為が行われている（オンラインチャージの問題）。また、換金性の高い商品（新幹線回数券など）を提携クレジットカードで購入し、金券ショップで現金化をしてマイル加算をする行為もある。
ただし、日本の大手航空会社が設けているマイレージサービスの上級会員制度は、マイルとは別の有償での搭乗実績に応じたポイントを付与し、このポイントに応じたサービスステイタスを与えており、旅客機の有償での搭乗実績がないと、ラウンジ利用や荷物の優先引き渡し等、サービスが与えられる上級会員にはなることはできない。
また、最近は電子マネーにクレジットカードでチャージした場合などは、クレジットカードのポイントの対象としないクレジットカード会社が増えるなど、行き過ぎた行為については制限する動きも出ている。
1999年に、アメリカ合衆国の食品会社が冷凍食品の販促として、同社の製品についているUPC（バーコード）10枚につき1,000マイルを贈るというキャンペーンを行った。25セントのプディングにバーコードがついていることに目をつけたカリフォルニア在住の技術者デヴィッド・フィリップスが、3,140米ドルで1万2,150個のプディングを購入し、125万3,000マイルを獲得するということがあった。

### マイル修行
マイル加算を目的として搭乗する行為をマイル修行と呼ばれることがある。

## 航空会社以外のマイレージ
- バスICカードでは、宮崎交通の「宮交バスカ」が、2016年の3月末まで「サービスポイント」としてマイレージサービスを実施していた。バス会社としては全国初である。
- 鉄道ではこのようなシステムはまだ少ないが、「マイレージ」という名称を使用しているものでは京阪電気鉄道のハウスカード「e-kenet PiTaPa」（PiTaPa加盟カード）による「京阪レイルウエイマイレージ」や、名古屋鉄道・名古屋市交通局などが導入しているmanacaの「マイレージポイント」がある。
- NEXCO各社などが運営するETCにおいても『ETCマイレージサービス』という名のポイントサービスが実施されている。ただしポイントは走行距離ではなく、支払った料金によって付与される。
- みずほ銀行が貯蓄残高・ローン残高に応じて行うポイントサービスを「みずほマイレージクラブ」と称していた。2009年3月末でポイントサービスは廃止されたが、名称は存続している。また、2011年6月までソフトバンクモバイルのポイントサービスの名称も「ソフトバンクマイレージサービス」であった。
- この他に、マイレージという名称は用いていないが、類似のポイントサービスを導入している場合も多い。